# Насыщение (химия)
В химии насыщение имеет пять различных значений:
1. В физической химии, насыщение — это точка, в которой раствор вещества далее не может растворять это вещество, и дополнительное количество вещества будет выпадать нерастворённым осадком. Это точка максимальной концентрации, зависящая от температуры жидкости и химической природы участвующих в этом веществ. Насыщение в химии может использоваться в процессе рекристаллизации для химического очищения: вещество растворяется в горячем растворе до точки насыщения, затем при охлаждении раствора и уменьшении степени растворимости, лишний раствор выпадает в осадок. Примеси, присутствующие при более низкой концентрации, не насыщают собой раствор и остаются растворёнными в жидкости. Если условия изменяются (например, происходит охлаждение), и видно, что концентрация действительно выше, чем точка насыщения, то раствор становится перенасыщенным.
2. В физической химии, в применении к поверхностным процессам, насыщение означает степень полного покрытия какого-либо участка поверхности. Например, ёмкость катионного обмена, указывает на долю катионов, которые могут участвовать в процессе обмена, — они являются основными катионами. Обычно, в науках о Земле, насыщенность азотом означает, что экосистема, подобная почве, больше не может сохранять азот.
3. В органической химии, насыщенное соединение не имеет двойных или тройных связей. В насыщенных линейных углеводородах каждый атом углерода присоединён к двум атомам водорода, за исключением находящихся в концах цепочек, которые соединяются с тремя атомами водорода. В случае насыщенного метана четыре атома водорода связаны с единственным центральным атомом углерода. Среди простых углеводородов насыщенными являются алканы, а ненасыщенными — алкены. Степень ненасыщенности определяется количеством водорода, который может быть присоединён к соединению. Термин обычно применяется к жирным кислотам, составляющим липиды, где жир описан как насыщенный или ненасыщенный, в зависимости от того, есть ли в жирных кислотах, составляющих липиды, двойные углерод-углеродные связи. Термин ненасыщенный используется, когда любая углеродная структура имеет двойные или утрачивает тройные связи. Многие растительные масла содержат жирные кислоты с одной (мононенасыщенные) или более (полиненасыщенные) двойными связями в них.
4. В химии металлорганических соединений, ненасыщенный комплекс имеет меньше 18 валентных электронов и, таким образом, способен к дополнительному окислению или к «координационной» донорно-акцепторной связи с дополнительным лигандом. Ненасыщенность характерна для многих катализаторов, потому что это является обычным требованием для начала реакции.
5. В биохимии, термин насыщение указывает на долю белка, занимающего прилегающие области в любое заданное время.